# John Denham

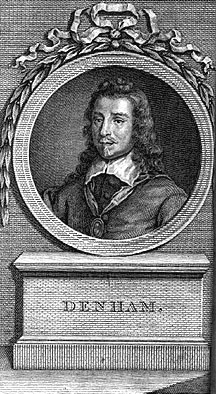
John Denham

John Denham (Dublin, 1615 - Londen, 10 maart 1669) was een Iers dichter uit de zeventiende eeuw.
Hij werd in Dublin geboren als de zoon van John Denham senior, de Chief Baron of Exchequer van Ierland. Hij studeerde in Oxford en was eigenlijk architect. Hij diende in die hoedanigheid als King's Surveyor. Hij trouwde tweemaal, in 1632 en 1665. Het laatste huwelijk was ongelukkig.
Zijn eerste gepubliceerde dichtwerk was de tragedie The Sophy uit 1641. Het volgend jaar introduceerde hij met Cooper's Hill het topografische gedicht in de Engelse poëzie.
Hoewel in zijn eigen tijd een gewaardeerd poëet, is Denham nu vooral bekend om zijn politieke wederwaardigheden. Als vurig royalist vocht hij in de Engelse Burgeroorlog voor zijn vorst Karel I van Engeland. Toen die verslagen en onthoofd werd moest Denham vluchten naar de Republiek der Zeven Verenigde Nederlanden waar hij van 1650 tot 1652 verbleef. Na de Restauratie van Karel II van Engeland werd hij ruim beloond voor zijn trouw. In zijn laatste jaren werd hij geleidelijk krankzinnig wat zeer interessante poëzie opleverde, zoals zijn Directions to a painter concerning the Dutch War uit 1667, hoewel ook wel beweerd wordt dat de satiricus Andrew Marvell dit geschreven heeft, Denhams naam misbruikend.
Op 10 maart 1669 stierf hij te Londen.
- Bibliothèque nationale de France: cb123753295 (data)
- CiNii: DA1111387X
- Gemeinsame Normdatei: 118671456
- International Standard Name Identifier: 0000 0000 8088 933X
- Library of Congress Control Number: n50036205
- MusicBrainz: d16629e6-3429-4097-8166-8c19b921ffec
- Nationale bibliotheek van Australië: 35034862
- Nationale Bibliotheek van Israël: 987007272099605171
- Nederlandse Thesaurus van Auteursnamen: 15711984X
- Réseau des bibliothèques de Suisse occidentale: 02-A003169277
- SNAC: w6qc08k2
- Système universitaire de documentation: 067033873
- Trove: 807305
- Virtual International Authority File: 9928566
- WorldCat: E39PBJc3GykkDd4cWj38gXXfMP